# 柴尾浩朗
柴尾 浩朗（しばお ひろあき、1960年3月 - ）は、日本の防衛官僚。

## 人物
福岡県出身。福岡県立修猷館高等学校を経て、九州大学法学部卒業。

## 略歴
出典:
- 1982年 防衛庁入庁 防衛局防衛課
- 1997年 長官官房総務課企画室長
- 1999年 福岡防衛施設局事業部長
- 2000年 人事教育局厚生課長
- 2002年 情報本部分析部長
- 2004年 長官官房政策評価監査官
- 2005年 経済産業省産業技術環境局技術評価調査課長
- 2007年 装備経理局装備政策課長
- 2008年 装備施設本部副本部長（通信誘導担当）
- 2009年 装備施設本部副本部長（管理担当）
- 2010年 財務省長崎税関長
- 2012年 防衛医科大学校副校長（管理担当）
- 2014年 国家公務員共済組合連合会理事
- 2018年 退官